# Staňkovice (district de Kutná Hora)
Pour les articles homonymes, voir Staňkovice.
Staňkovice (en allemand : Stankowitz) est une commune du district de Kutná Hora, dans la région de Bohême-Centrale, en République tchèque. Sa population s'élevait à 287 habitants en 2020.

## Géographie
Staňkovice se trouve à 3,5 km à l'ouest d'Uhlířské Janovice, à 20 km au sud-ouest de Kutná Hora et à 49 km à l'est-sud-est de Prague.
La commune est limitée par Skvrňov au nord, par Uhlířské Janovice au nord, à l'est et au sud, par Rataje nad Sázavou au sud, et par Úžice à l'ouest.

## Histoire
La première mention écrite de la localité date de 1226.

## Administration
La commune se compose de cinq quartiers :
- Staňkovice
- Chlum
- Nová Ves
- Ostašov
- Smilovice

## Transports
Par la route, Staňkovice se trouve à 4 km d'Uhlířské Janovice, à 24 km de Kutná Hora et à 65 km de Prague.